# ヴァヒード・サイヤーディー・ナスィーリー
ヴァヒード・サイヤーディー・ナスィーリー（ペルシア語: وحید صیادی نصیری、英語: Vahid Sayadi Nasiri、1980年8月27日 - 2018年12月12日）は、イランの人権活動家および政治犯であった人物。ハンガー・ストライキで亡くなったことで知られている。

## 概要
サイヤーディー・ナスィーリーは立憲君主制主義者（Monarchism in Iran）で 、そのソーシャルメディアにおける反イスラム共和制の投稿（後述）から刑務所に入れられていた  。
2018年に、エヴィーン刑務所からゴム（イランの地名）の中央刑務所に移されたが、その中での維持管理や健康管理の状況に批判的だったという。 
そしてサイヤーディー・ナスィーリーは、刑務所での違法で不快な状況にあるとされることに抗議するため、刑務所でハンガー・ストライキを開始した。最終的に2018年12月5日、ナスィーリーは刑務所からゴムのシャヒード・ベヘシュティー病院に移され、その7日後に死亡した。

## 投獄とハンガー・ストライキ
ナスィーリーは当初、2015年9月に逮捕され、8年間の懲役刑を言い渡されていた。イラン・イスラム共和国政府の最高指導者であるアーヤトッラーの地位にいたアリー・ハーメネイーを侮辱するような投稿をFacebookで行い、国家に対する強制力を行使した罪で告発されていたのである。その後2年半を刑務所で過ごし、虐待や嫌がらせを受けていたとされているが、数ヶ月間解放された後、2018年7月に再び拘束を受け、その後イランの法的保護の欠如と刑務所体制に抗議するため、60日間食事を行わなかった。

## 国際的なフィードバック
2018年12月20日、ヒューマン・ライツ・ウォッチはイランの政権に対し、投獄されていたナスィーリーの死について調査し、説明を行うよう要請した。家族によると、ナスィーリーはハンガーストライキを行った後、死亡するまでの間に医療措置を受けられなかったという。